# Бюси-ле-Серни
Бюси-ле-Серни́ (фр. Bucy-lès-Cerny) — коммуна во Франции, находится в регионе Пикардия. Департамент коммуны — Эна. Входит в состав кантона Лан-1. Округ коммуны — Лан.
Код INSEE коммуны — 02132.

## Население
Население коммуны на 2010 год составляло 185 человек.
| 1962 | 1968 | 1975 | 1982 | 1990 | 1999 | 2010 |
| ---- | ---- | ---- | ---- | ---- | ---- | ---- |
| 228  | 192  | 175  | 159  | 188  | 170  | 185  |

## Экономика
В 2010 году среди 124 человек трудоспособного возраста (15—64 лет) 97 были экономически активными, 27 — неактивными (показатель активности — 78,2 %, в 1999 году было 64,0 %). Из 97 активных жителей работали 89 человек (45 мужчин и 44 женщины), безработных было 8 (5 мужчин и 3 женщины). Среди 27 неактивных 6 человек были учениками или студентами, 7 — пенсионерами, 14 были неактивными по другим причинам.